# Totally Accurate Battle Simulator
Totally Accurate Battle Simulator (TABS) es un videojuego de simulación de batalla desarrollado por Landfall Games. Una versión alfa del juego se lanzó inicialmente en 2016 para una pequeña audiencia. El juego se lanzó en acceso anticipado en Steam el 1 de abril de 2019, para Microsoft Windows y macOS,  y diciembre de 2019 para Xbox One, y desde entonces ha recibido numerosas actualizaciones gratuitas que agregaron contenido nuevo, como mapas y NPC's, en además de corregir errores y mejorar el rendimiento. La versión completa del juego se lanzó el 1 de abril de 2021.
Dos spin-offs, Totally Accurate Battle Zombielator, que es una parodia del género de terror de supervivencia, y Totally Accurate Battlegrounds, una parodia del juego Player Unknow's BattleGrounds, se lanzaron el 1 de abril de 2017 y el 5 de junio de 2018.

## Jugabilidad
El juego abarca dos modos principales: Campaña y Sandbox. En el primero, los jugadores reciben una cantidad limitada de dinero en el juego para construir un ejército con el fin de derrotar al ejército enemigo. En este último, no hay límite monetario y los jugadores construyen ambos ejércitos. Los dos ejércitos opuestos se pueden colocar en lados opuestos del mapa, o uno puede rodear al otro. Tan pronto como el jugador haga clic en "Iniciar", la batalla comienza y los dos ejércitos avanzan hacia adelante para atacarse entre sí. Una vez que cualquiera de los ejércitos ha sido derrotado, la batalla para y el jugador es informado de quién es el vencedor. Si bien los ejércitos suelen ganar al derrotar a todas las unidades enemigas, una actualización de mayo de 2020 agregó nuevas condiciones de victoria, como sobrevivir durante un período de tiempo determinado o destruir un grupo enemigo específico. Durante las batallas en curso, los jugadores pueden mover la cámara por el mapa para obtener una mejor vista de la pelea y pueden ralentizar o parar el tiempo ellos mismos. Con la adición de una actualización de mayo de 2019, los jugadores también pueden "poseer" unidades y controlarlos manualmente desde una perspectiva de tercera o primera persona.
Los ejércitos del juego se dividen en catorce facciones, en su mayoría temáticas en torno a diferentes culturas y épocas de la historia de la humanidad. Las unidades tienen un precio diferente dependiendo de varios factores, como su salud, el daño infligido y sus tipos de ataque; algunas unidades también tienen habilidades especiales que justifican aún más su precio, como el vuelo y la desviación de proyectiles. Los mapas del juego se centran en los mismos temas que las facciones y difieren en tamaño y geografía. El juego incluye veinte mapas en total, con veintidós mapas de "simulación" adicionales.
Los jugadores pueden crear sus propios escenarios de batalla, eligiendo entre cualquiera de las unidades, mapas y condiciones de victoria disponibles. Una actualización de diciembre de 2020 agregó el Creador de unidades, donde los jugadores pueden crear sus propias unidades, dándoles habilidades, ropa y armas de las unidades TABS ya existentes, así como los spin-offs Totally Accurate Battlegrounds y Totally Accurate Battle Zombielator. Tanto las batallas personalizadas como las unidades se pueden compartir con otros jugadores a través de Steam workshop. El lanzamiento completo del juego en abril de 2021 agregó modos y logros multijugador local y en línea.

## Facciones
El juego cuenta en total con 14 facciones disponibles, de las cuales 3 son desbloqueables.
Tribal:Es la primera facción que se presenta en el juego y está inspirada en aquella Edad de Piedra que se desarrolló entre los 2.500.000 y 3.000 años a. C
Granjeros:Es la segunda facción del juego y está inspirada en la agricultura y la cosecharía 
Medieval:Es la tercera y está ambientada en la era medieval y feudal que se desarrolló en los años 1300 A.C
Antigua: Es la cuarta facción del juego y está inspirada en la Antigua Grecia.

## Requisitos mínimos
- Requiere un procesador y un sistema operativo de 64 bits.
- SO: Windows 7.
- Procesador: Intel Core i5-2400 @ 3.1 GHz or AMD FX-6300 @ 3.5 GHz or equivalent.
- Memoria: 8 GB de RAM.
- Gráficos: NVIDIA GeForce GTX 670 or AMD R9 270 (2GB VRAM with Shader Model 5.0 or better)
- DirectX: Versión 10.